# Quercus lineata
Espèce
Synonymes
- Cyclobalanopsis chapensis (Hickel & A.Camus) Y.C.Hsu & H.Wei Jen[1]
- Cyclobalanopsis kamroopii (D.Don) Oerst.[1]
- Cyclobalanopsis lineata (Blume) Oerst.[1]
- Cyclobalanopsis shiangpyungensis Hu[1]
- Quercus chapensis Hickel & A.Camus[1]
- Quercus hendersoniana A.Camus[1]
- Quercus kamroopii D.Don[1]
- Quercus lineata var. heterochroa Miq.[1]
- Quercus oxyrhyncha Miq.[1]
- Quercus polyneura Miq.[1]

Quercus lineata est une espèce de chênes du sous-genre Cyclobalanopsis. L'espèce est présente en Malaisie et en Indonésie.

## Liste des variétés
Selon Tropicos (4 janvier 2020) :
- variété Quercus lineata var. fargesii (Franch.) Skan
- variété Quercus lineata var. grandifolia Skan
- variété Quercus lineata var. heterochroa Miq.
- variété Quercus lineata var. hilldebrandii Hook. f.
- variété Quercus lineata var. lobbii Hook. f. & Thomson ex Wenz.
- variété Quercus lineata var. macrophylla Seemen
- variété Quercus lineata var. merkusii (Endl.) Wenz.
- variété Quercus lineata var. oxyodon (Miq.) Wenz.
- variété Quercus lineata var. oxyrhyncha (Miq.) Seem.
- variété Quercus lineata var. thomsoniana (A. DC.) Wenz.